# Gitanos musulmanes

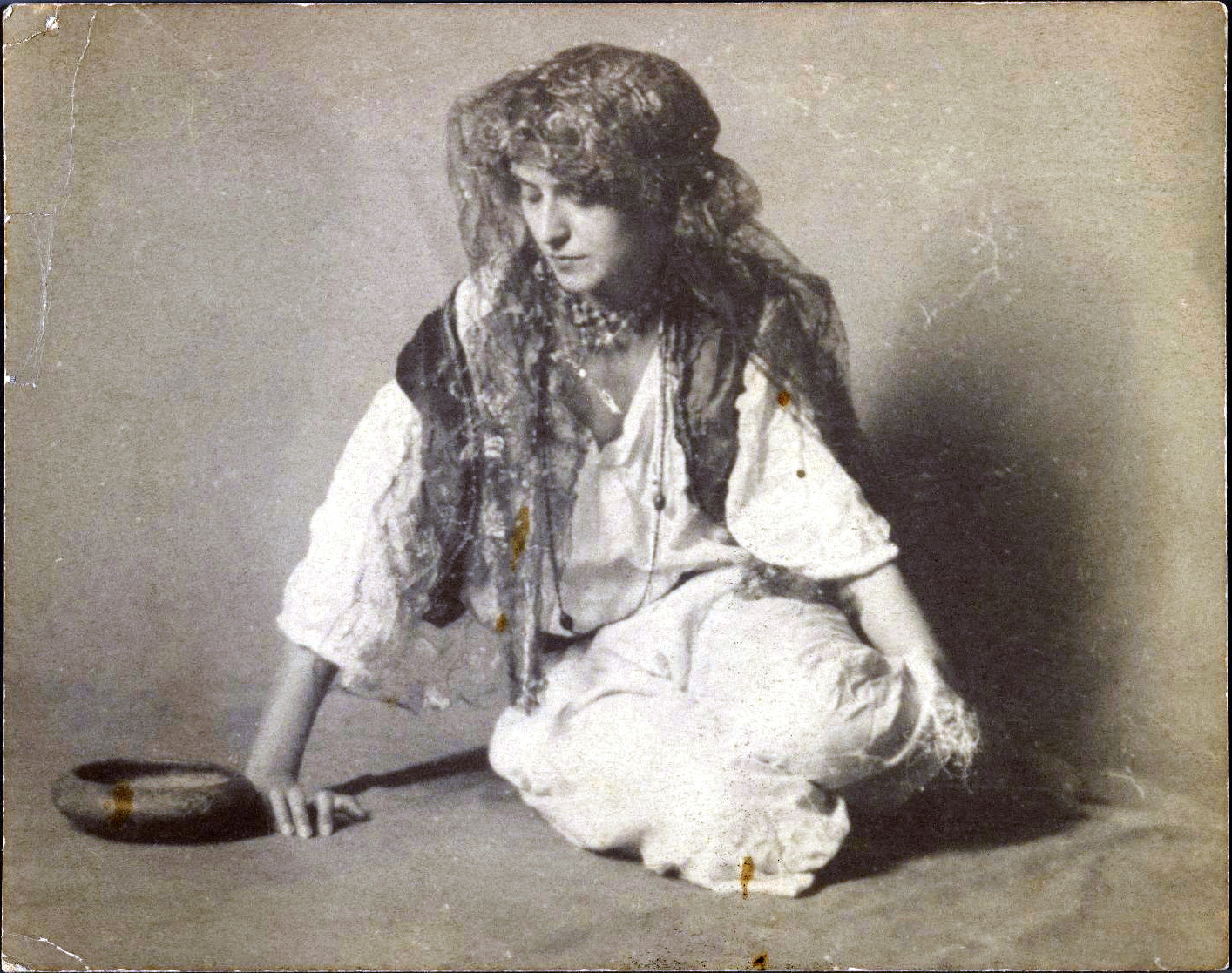
Traje de una mujer gitana (probablemente gitana musulmana).

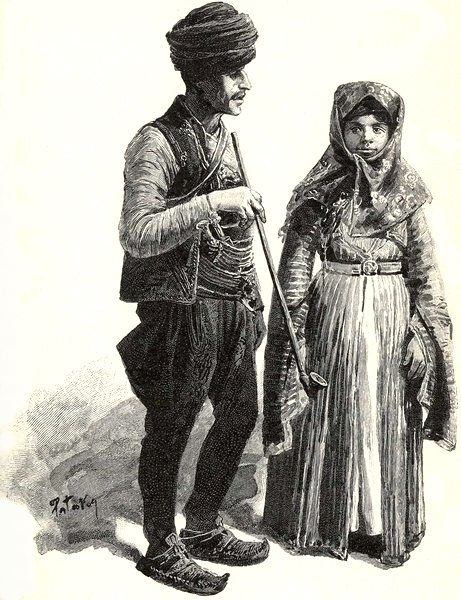
Roma musulmana en Bosnia (alrededor de 1900)

Los gitanos musulmanes (Muslimansko Roma o Muslimanenge Roma en lengua romaní de los Balcanes), son romaníes que adoptaron el islamismo suní de la madhab Hanafi y la cultura del Imperio otomano, principalmente localizados en la península balcánica. Algunos de ellos son Derviş de creencia sufista, y la mayor tariqa de Yerrahi se encuentra en el mayor asentamiento romaní musulmán de Europa en Šuto Orizari (Macedonia del Norte).

## Historia
El Islam entre los romaníes se asocia históricamente con la vida de los romaníes dentro del Imperio otomano, ya que los romaníes de religión islámica eran preferidos en la época del imperio y los romaníes comenzaron a convertirse. Los gitanos musulmanes se asentaron en Rumelia (Balcanes otomanos) provenientes de Anatolia y el Chipre otomano. Evliya Çelebi mencionó en su libro Seyahatnâme, que Mehmed el Conquistador, después de 1453, trajo a los romaníes musulmanes de Balat (Didim) y Komotiní a Estambul, y que trabajaron como músicos allí.

## Idioma
La mayoría habla romaní balcánico o kurbetcha y en menor medida romaní rumeliano, mientras que muchos sólo hablan la lengua del país de acogida como el albanés y las lenguas eslavas del sur, y niegan su origen romaní. La mayoría de los romaníes musulmanes de habla turca en Bulgaria y algunos en Turquía se declaran turcos en lugar de romaníes. En los archivos otomanos se les menciona como Turkman Kıptileri (turcomano romaní). Sólo hablaban turco y ninguna lengua romaní. La turquificación de este subgrupo de romaníes ya se había completado en la época otomana.
Muchos gitanos de habla turca de los Balcanes invocan esta teoría y se consideran descendientes de este grupo, aunque la mayoría ha adoptado la lengua turca a lo largo del siglo y ha abandonado la lengua romaní para establecer una identidad turca y ser más reconocidos por la población de acogida no romaní.

## Poblaciones
En Turquía se encuentran importantes minorías culturales de gitanos musulmanes (la mayoría vive en Tracia Oriental), Bosnia y Herzegovina, Albania, Montenegro, Kosovo, Macedonia del Norte, Bulgaria (según las estimaciones de mediados de la década de 1990, los romaníes musulmanes de Tracia Septentrional constituían alrededor del 40% de los romaníes búlgaros), Rumanía (un grupo muy pequeño de gitanos musulmanes existe en la región de Dobruja y Valaquia, que comprende el 1% de la población romaní musulmana del país), Croacia (el 45% de la población romaní en Croacia), el sur de Rusia, Grecia (una pequeña parte de la minoría musulmana de Grecia en Tracia Occidental), Chipre del Norte, Serbia y Crimea. 
Debido a la relativa facilidad de migración en los tiempos modernos, los romaníes musulmanes pueden encontrarse también en otras partes del mundo. Los gitanos musulmanes también utilizan el término gitano para referirse a sí mismos porque no la perciben como un término despectivo. La cultura de los gitanos musulmanes se basa en la cultura turca. Bajo el dominio otomano, los gitanos cristianos y musulmanes fueron separados, por orden de Solimán el Magnífico. Los gitanos musulmanes tenían prohibido casarse con los gitanos cristianos. A lo largo de los siglos surgieron diferencias significativas entre los gitanos musulmanes y los cristianos. Los gitanos cristianos de los Balcanes no consideran a los gitanos musulmanes como parte de la sociedad romaní. Los gitanos musulmanes, sin embargo, se ven a sí mismos como los verdaderos gitanos originales, y ven a los gitanos cristianos como extranjeros, y los llaman Dasikane (siervos, esclavos). Existe una gran diferencia entre ambos grupos religiosos.
Tras el colapso del Imperio Otomano, los gitanos musulmanes se han encontrado con una doble discriminación en las regiones en las que el Islam era una religión minoritaria, experimentando tanto antiziganismo como sentimiento antimusulmán.
En la guerra de independencia de Grecia, la guerra Ruso-Turca (1877-1878) y las guerras de los Balcanes (1912-1913), la Primera Guerra Mundial y la guerra de Independencia turca los gitanos musulmanes huyen junto con otros grupos musulmanes diferentes a Estambul y Tracia Oriental, conocido con el nombre de Muhacir.
En el intercambio de población entre Grecia y Turquía, numerosos gitanos musulmanes de Grecia también pasaron a reasentarse Turquía. En turco, se les llama Mübadil Romanlar.

## Horahane
Los gitanos musulmanes también son denominados como Horahane Roma (también deletreado como Jorajane, Xoraxane, Kharokane', Xoraxai, etc.) y son llamados coloquialmente como gitanos turcos en los países de acogida. Existen varios grupos de gitanos horahane, llamados así por sus antiguas actividades profesionales tradicionales, también divididos en grupos sedentarios y nómadas.

## Vestimenta
Las mujeres musulmanas de etnia romaní visten hermosos Dimije de seda, también conocidos como salvar turco, en bodas, ceremonias de circuncisión y otras fiestas. Incluso entre semana, bastantes mujeres mayores, pero también algunas más jóvenes, llevan el şalvar.

## Tradiciones
Los gitanos musulmanes practican la circuncisión masculina religiosa (Sunet Byav), los niños son circuncidados a la edad de cinco años, porque el número 5 (panč) es un símbolo sagrado entre el pueblo romaní.